# Císařovna Čchen (Lung-čching)
Císařovna Čchen (čínsky v českém přepisu Čchen chuang-chou, pchin-jinem Chén huáng hòu, znaky zjednodušené 陈皇后, tradiční 陳皇后; † 1596), zkrácené posmrtné jméno císařovna Siao-an (čínsky v českém přepisu Siao-an chuang-chou, pchin-jinem Xiàoān huáng hòu, znaky 孝安皇后), příjmení Čchen (čínsky pchin-jinem Chén, znaky zjednodušené 陈, tradiční 陳), byla v letech 1567–1572 mingská císařovna, manželka Lung-čchinga, císaře čínské říše Ming.

## Život
Budoucí císař Ling-čching se s paní Čchen oženil roku 1558, po smrti své první manželky, paní Li. Po svém nástupu na trůn roku 1567 ji Lung-čching jmenoval císařovnou. Po dvou letech však ztratila přízeň panovníka a roku 1569 tak byla přemístěna do samostatného paláce. Onemocněla a neměla dostatečnou péči. Oponujícím úředníkům císař sdělil, že nerozumí jeho rodinným záležitostem, že císařovna nemá syna a má slabé zdraví; dalším údajným důvodem pro její odstranění byla její kritika císařova zaujetí ženami a hudbou.
K císařovně se však choval dobře Lung-čchingův syn z jiné manželky, následník trůnu a budoucí císař Wan-li, který ji pravidelně navštěvoval. Po svém nástupu na trůn jí udělil titul císařovny vdovy a vždy se k ní choval s respektem jako k hlavní manželce svého otce.